# Wayne State University
Wayne State University é uma universidade localizada em Detroit, Michigan, Estados Unidos.
Foi fundada em 1868.